# Hydrellia fulvipes
Hydrellia fulvipes är en tvåvingeart som beskrevs av Macquart 1835. Hydrellia fulvipes ingår i släktet Hydrellia och familjen vattenflugor.
Artens utbredningsområde är Frankrike. Inga underarter finns listade i Catalogue of Life.